# Haydn Quartet
El Haydn Quartet, més tard conegut com a Hayden Quartet, era un dels grups vocals més populars que enregistraven quartets amb disposició d'harmonia tancada a l'època del pas del segle xix al xx. Originalment es va formar el 1896 amb el nom d'Edison Quartet per enregistrar per Edison Records; van canviar el nom quan van començar a enregistrar per a altres companyies. El nou nom, Haydn Quartet, era un homenatge a Joseph Haydn, el compositor de música clàssica; més tard canviarien l'ortografia a Hayden, que reflecteix la manera com es pronuncia. El grup es va dissoldre l'any 1914.

## Formació i membres
L'Edison Quartet es va formar el 1896, amb els membres John Bieling (tenor), Jere Mahoney (tenor), Samuel Holland Rous (qui actuava sota el nom de S. H. Dudley, baríton), i William F. Hooley (baix). Mahoney va ser reemplaçat per John Scantlebury Macdonald, qui va utilitzar el pseudònim Harry Macdonough. Van enregistrar com a Edison Quartet (o Edison Quartet Male), abans d'agafar el nom Haydn Quartet per tal d'enregistrar amb altres companyies fora d'Edison.
El 1901 van signar un contracte amb la Victor Talking Machine Company, i el 1902 van viatjar també a Anglaterra per enregistrar per la Gramophone Company, que era una filial de la Victor. El grup va tenir un gran èxit durant la dècada posterior i van ser pioners dels enregistraments del seu temps, juntament amb el Peerless Quartet. El Haydn Quartet sovint cantava un repertori amb un temps més lent i en una estètica pròpia que els diferenciava dels altres grups.
Els grans èxits del Haydn Quartet amb la Victor van ser In the Good Old Summer Time (1903), Bedelia (1904), Sweet Adeline (You're the Flower of My Heart (1904), How'd You Like To Spoon With Me (amb Corinne Morgan, 1906), Take Me Out to the Ball Game (amb Billy Murray, 1908), Sunbonnet Sue (1908), Put On Your Gold Gray Bonnet (1909), i By the Light of the Silv'ry Moon (amb Murray, 1910). Altres enregistraments importants són la seva versió de My Bonnie Lies Over The Ocean, el 1901, Way down Yonder in the Cornfield (1903), Will You Love Me In December As You Do in My? (1906), i My Wild Irish Rose (1907). El conjunt també va interpretar temes d'espectacles de vodevil i minstrel show, un dels quals, The Camp Meeting Jubilee, es va publicar el 1904 a la Victor núm. 4003, que inclou un enregistrament molt primerenc on apareix la frase rockin' i rollin', que s'utilitza més en connotacions espirituals que no pas seculars.
Els enregistraments atribuïts al Haydn Quartet van començar a minvar el 1908. Després d'un temps, Billy Murray cantava freqüentment amb el grup, i S. H. Dudley era sovint reemplaçat per Reinald Werrenrath. Continuant les exitoses col·laboracions entre Murray i el quartet, Victor va crear un nou grup, l'American Quartet, el 1910, format per Murray, Bieling i Hooley del Haydn Quartet, i el baríton Steve Porter. El nom de Hayden va sorgir després del 1910. El quartet es va dissoldre el 1914. Com a membres de l'American Quartet, Macdonough i Hooley, juntament amb Reinald Werranrath i el tenor Lambert Murphy, van formar també l'Orpheus Quartet, qui va enregistrar amb èxit fins al 1919.
En el llibre Pop Memories 1890-1954, l'arxiver musical Joel Whitburn va avaluar una gran varietat de fonts com les llistes de vendes Talking Machine World i la llista de música impresa de Billboard, per calcular els enregistraments més exitosos del període. Va concloure que el Haydn Quartet va tenir 62 top ten entre els anys 1898 i 1914, i a la dècada 1900-1909 va tenir més èxits que qualsevol altre grup, tenint darrere a Macdonough i Murray, quins van enregistrar sols a més a més d'amb grups. Tot i que els mètodes d'avaluació de Whitburn han estat criticats, això confirma, però, que el grup era un dels més populars de la seva època.